# Humbug
Humbug (av eng. humbug, "infall, bedrägeri"), ett oförskämt bedrägeri, beräknat på att lura den lättrogna mängden, svindleri, charlataneri, skojeri, skälmstycke. Härledningen är ej känd, men belagd i engelsk studentslang 1751. Använt i svenska sedan åtminstone 1862.

## Användning

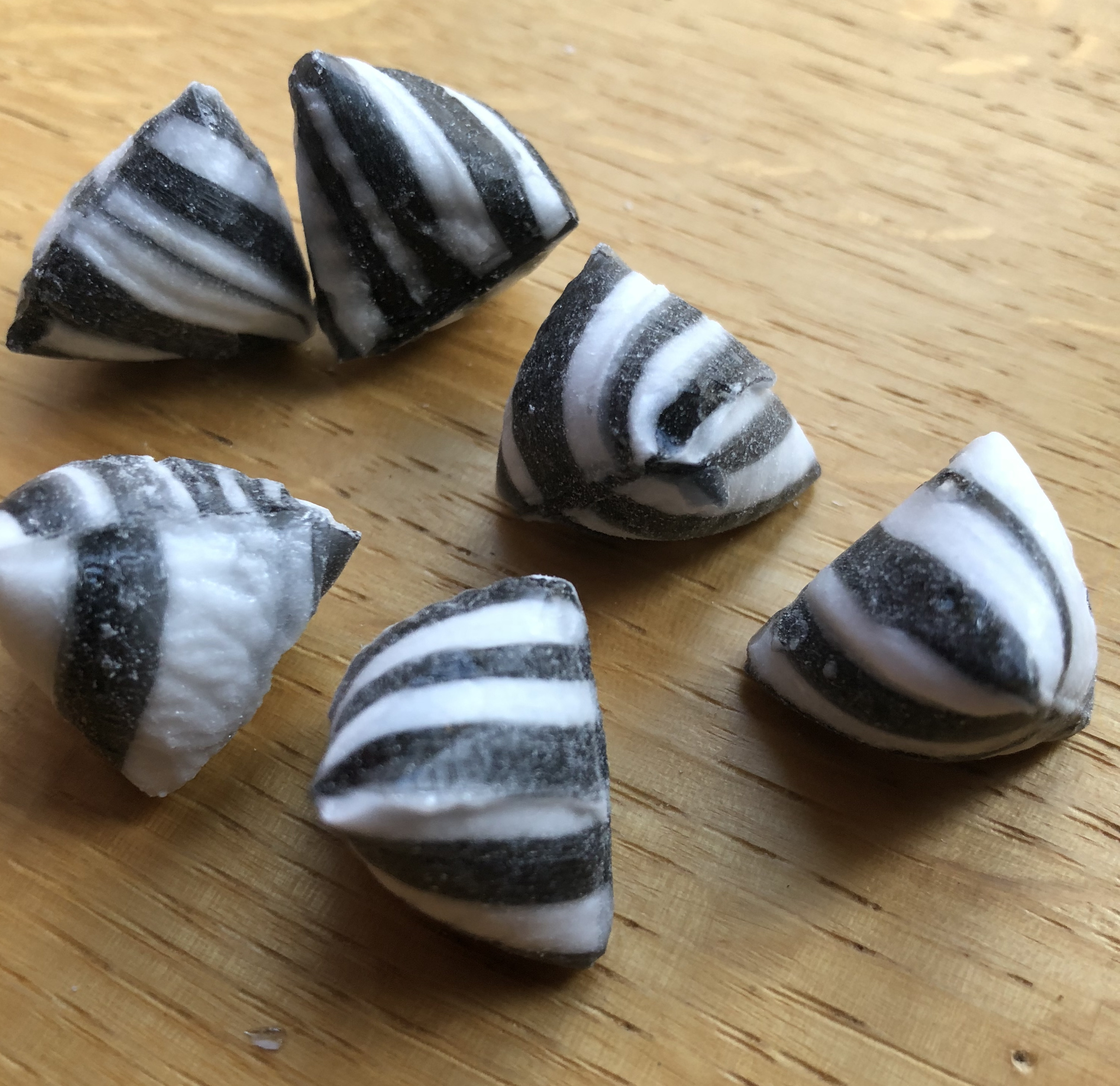
Humbugs.

I Charles Dickens Julsaga (1843) utbrister Ebenezer Scrooge "Bah, humbug!" på tal om julen, men redan i Pickwickklubben (1837-1838), det första verket av samme författare, säger Mr Pickwick till Mr Winkle "Ni är en humbug, sir!" när det visade sig att denne alls inte var den skridskoåkare han påstått sig vara I Trollkarlen från Oz karakteriseras trollkarlen av Dorothy som just "humbug".
På engelska används "humbug" också om en typ av karamell som påminner om polkagriskarameller (randiga, dock vanligen svart-vita, med pepparmintsmak).